# Massagem Yoni
Massagem Tântrica Yoni, ou simplesmente Massagem Yoni, é um tratamento a base de massagem na região genital feminina que se concentra em liberar a tensão da mulher. Essa massagem busca ligar o receptor a sua natureza sensual interior, resultando em uma sensação de completo bem-estar, satisfação, contentamento e sensações talvez nunca sentidas antes. Embora a massagem Yoni seja muito sensual e de caráter sexual, o propósito não é levar a mulher ao orgasmo, muito pelo contrário, a intenção é relaxar o receptor, e assim trazer emoções à superfície.
Esse tratamento relaxante tem procedência do Tantra direcionado ao público feminino, e é praticado desde antes do ano 1000 d.c. na Índia e na China. Sua prática tem a finalidade de cura, ajudando diversas mulheres em todo o mundo no tratamento de diversas enfermidades, tais como traumas e bloqueios sexuais.
Internacionalmente não é reconhecida como método de massagem, não pertencendo portanto ao conjunto de métodos e técnicas de massoterapia científica.